# 波方港
波方港（なみかたこう）は、愛媛県今治市波方町波方地区にある港湾。港湾管理者は愛媛県。地方港湾。

## 歴史
波方港は潮流の変化の激しい来島海峡の玄関口に位置するため、避難港としても歴史的に有名であった。

## 航路
旧越智郡波方町の時代から、中・四国フェリーの名称で広島県竹原市の竹原港と結ぶフェリー航路があったが、瀬戸内しまなみ海道の開通や道路網の整備による利用台数減少から、2009年4月末をもって航路廃止となった。
航路廃止後は、管理事務所の建物を改修し海事関係資料の展示スペースなどを設けた「なみかた海の交流センター」として整備されている。

## 港周辺
- なみかた海の交流センター
  - シクロカフェ
  - 海事資料館
  - 自転車旅行博物館
- 国立波方海上技術短期大学校
- 喫茶店
- 赤レンガ灯台